# Слободка (Дзержинский район)
Слобо́дка (бел. Слабодка) — деревня в Дзержинском районе Минской области Беларуси. В составе Фанипольского сельсовета.

## География
Деревня расположена в 22 километрах от Дзержинска, 13 километрах от Минска и 8 километрах от железнодорожной станции Фаниполь.

## История
Деревня Слободка известна с конца XIX — начала XX века и находилась в составе Самохваловичской волости Минского уезда Минской губернии. По состоянию на 1870 год входила в состав Черкасской сельской общины и имения Алесина Белиновича. В 1897 году, по данным переписи населения в деревне Слободка-Белиновичская проживало 126 жителей, насчитывалось 14 дворов, а также действовал хлебозапасный магазин. В 1917 году в деревне проживали 116 жителей, насчитывалось 16 дворов.
С 20 августа 1924 года деревня находилась в составе Гричинского сельсовета Самохваловичского района Минского округа, с 23 марта 1932 года в составе Фанипальского сельсовета. Затем в составе Дзержинского польского национального района. 31 июля 1937 года полрайон был упразднён и деревня была включена в состав Минского района. С 20 февраля 1938 года находится в составе Минской области, которая была образована после упразднения окружной системы деления Белорусской ССР. С 4 февраля 1939 года в составе восстановленного Дзержинского района. В годы коллективизации был организован колхоз.
Во время Великой Отечественной войны с 28 июня 1941 года по 6 июля 1944 года деревня была оккупирована немецко-фашистскими захватчиками. В 1960 году в деревне проживали 170 жителей, входила в состав колхоза имени Фалько. В 1991 году в деревне насчитывалось 49 придомовых хозяйств, проживали 177 жителей. По состоянию на 2009 год находится в составе СПК «Фалько-2003».

## Население
| Численность населения (по годам) | Численность населения (по годам) | Численность населения (по годам) | Численность населения (по годам) | Численность населения (по годам) | Численность населения (по годам) | Численность населения (по годам) | Численность населения (по годам) |
| 1897                             | 1909                             | 1917                             | 1960                             | 1991                             | 1999                             | 2004                             | 2009                             |
| -------------------------------- | -------------------------------- | -------------------------------- | -------------------------------- | -------------------------------- | -------------------------------- | -------------------------------- | -------------------------------- |
| 126                              | ↗228                             | ↘116                             | ↗170                             | ↘127                             | ↘98                              | ↗104                             | ↘92                              |
| 2017                             | 2018                             | 2020                             | 2022                             |                                  |                                  |                                  |                                  |
| ↗115                             | ↗136                             | ↗148                             | ↗172                             |                                  |                                  |                                  |                                  |

## Достопримечательность
Недалеко расположен биологический заказник "Прилукский".

## Известные уроженцы
- Иван Семёнович Леонович (14 ноября 1920—13 января 1946) — капитан гвардии Советской Армии, участник Великой Отечественной войны, Герой Советского Союза (1944)[8].